# 럼하현
럼하현(베트남어: Huyện Lâm Hà / 縣林河)은 베트남 중부 고원 지방 럼동성에 있는 현이다. 2018년 기준 럼하현의 인구는 143,394명이다. 현의 면적은 1,457km2이다. 현도는 딘반 시진에 있다.

## 행정 구역
럼하현은 총 16개의 행정구역으로 구성되어 있으며, 2개의 시진과 14개의 사가 있다.

### 시진
- 딘반 시진 (Thị trấn Đinh Văn, 營文市鎭)
- 남반 시진 (Thị trấn Nam Ban, 南班市鎭)

### 사
- 다든 사 (Xã Đạ Đờn, 達敦社)
- 단프엉 사 (Xã Đan Phượng, 丹鳳社)
- 동타인 사 (Xã Đông Thanh, 東淸社)
- 자럼 사 (Xã Gia Lâm, 嘉林社)
- 화이득 사 (Xã Hoài Đức, 懷德社)
- 리엔하 사 (Xã Liên Hà, 連河社)
- 메린 사 (Xã Mê Linh, 麊泠社)
- 남하 사 (Xã Nam Hà, 南河社)
- 피또 사 (Xã Phi Tô, 非多社)
- 푸선 사 (Xã Phú Sơn, 富山社)
- 푸토 사 (Xã Phúc Thọ, 福壽社)
- 떤하 사 (Xã Tân Hà, 新河社)
- 떤타인 사 (Xã Tân Lạc, 新淸社)
- 떤반 사 (Xã Tân Văn, 新文社)